# Georg Fickler
Georg Fickler (* 21. August 1937 in Erkheim; † 29. Juli 2025) war ein deutscher Politiker (CSU).

## Leben
Fickler besuchte die Volksschule in Erkheim und absolvierte eine Gärtnerlehre in Memmingen. 1954 erhielt er den Staatspreis für beste schulische und handwerkliche Leistung in der Berufsausbildung. Zur beruflichen Weiterbildung hielt sich Fickler zwei Jahre lang in der Schweiz auf. 1963 wurde er Gärtnermeister, 1971 machte er sich selbständig. Er war auch Dekanatsjugendführer im Dekanat Ottobeuren und stellvertretender Kreisobmann der KLJB Memmingen sowie Vorsitzender des Kreisjugendrings Memmingen und stellvertretender Vorsitzender im KJR Unterallgäu. 1970 wurde er Vorsitzender des Kreisverbands für Gartenbau und Landespflege.

## Politik
Von 1965 bis 1970 war Fickler Kreisvorsitzender der JU Memmingen-Land, 1966 war er das jüngste Mitglied im Memminger Kreistag. 1972 und 1978 wurde er in den Kreistag Unterallgäu wiedergewählt. Am 3. Juni 1977 rückte Fickler für den ausgeschiedenen Bruno Merk in den Bayerischen Landtag nach, schied jedoch zum Ende der Wahlperiode aus. Am 17. Januar 1979 zog er erneut in den Landtag ein, nachdem das Wahlergebnis berichtigt werden musste; er löste Franz Ihle ab. Fickler saß noch bis 1994 im Bayerischen Landtag.